# Błaże Koneski
Błaże Koneski (mac. Блаже Конески; ur. 19 grudnia 1921 w miejscowości Nebregowo, w pobliżu miasta Prilep, zm. 7 grudnia 1993 w Skopju) – macedoński akademik, poeta, prozaik, eseista, historyk literatury, filolog, lingwista, tłumacz i profesor Wydziału Filozoficznego w Skopju. Jeden z kodyfikatorów macedońskiego języka standardowego.

## Dzieciństwo i młodość
Naukę w szkole podstawowej rozpoczął w Nebregowie, a po przeprowadzce kontynuował ją w Prilepie, ukończył tam gimnazjum, jako najlepszy uczeń otrzymał stypendium i wyjechał do Kragujevaca, tam ukończył liceum. Po ukończeniu liceum w Belgradzie zapisał się na Wydział Medyczny, ale po jednym semestrze rozpoczął studia filozoficzne, a po kapitulacji Królestwa Jugosławii zapisał się na Uniwersytet Sofijski im. św. Klemensa z Ochrydy, kontynuując studia filologiczne. Ze względu na trudną sytuację Macedończyków w Królestwie Jugosławii i Królestwie Bułgarii, podczas studiów na Uniwersytecie w Belgradzie występował jako Blagoj Konevikj, a na Uniwersytecie Sofijskim jako Blagoj Konev.

## Naukowa i twórcza działalność
Ze względu na swoje doświadczenia życiowe aktywnie zaangażował się w standaryzację języka macedońskiego. Zebrał reguły pisowni macedońskiego języka literackiego, a także był redaktorem „Słownika języka macedońskiego”. 
Założyciel studiów macedonistyki na Uniwersytecie w Skopju, którego w latach 1958–1963 był rektorem.
W roku 1967 został członkiem Macedońskiej Akademii Nauk i Sztuk (MANU) i był jej pierwszym prezesem (do 1975 roku). Był również członkiem macedońskiego PEN-clubu i Stowarzyszenia Pisarzy Macedońskich od 1947 roku i jego pierwszym przewodniczącym. Pracował jako redaktor czasopisma „Nov den” i „Makedonski jazik”.

## Dzieła
- Земјата и љубовта (poezja, 1948)
- Македонски правопис со правописен речник (współautor Krum Toszew, 1950)
- Граматика на македонскиот литературен јазик (część pierwsza, 1952)
- За македонскиот литературен јазик (1952)
- Песни (1953)
- Граматика на македонскиот литературен јазик (część druga, 1954)
- Везилка (poezja, 1955)
- Лозје (krótkie opowiadania, 1955)
- Речник на македонскиот јазик (1961)
- Песни (1963),
- Историја на македонскиот јазик (1965)
- Речник на македонскиот јазик (tom drugi, 1965)
- Речник на македонскиот јазик (tom trzeci, 1966)
- Стерна (poezja, 1966)
- Ракување (poemat, 1969)
- Јазикот на македонската народна поезија (1971)
- Беседи и огледи (1972)
- Записи (poezja, 1974)
- Стари и нови песни (1979)
- Места и мигови (poezja, 1981)
- Чешмите (poezja, 1984)
- Македонскиот 19. век, јазични и книжевно-историски прилози (1986)
- Ликови и теми (esej, 1987)
- Послание (poezja, 1987)
- Тиквешки зборник (praca naukowa, 1987)
- Средба во рајот (poezja, 1988)
- Црква (poezja, 1988)
- Дневник по многу години (proza, 1988)
- Златоврв (poezja, 1989)
- Поезија (Konstantin Miladinov) (1989)
- Сеизмограф (poezja, 1989)
- Македонски места и теми (esej, 1991),
- Небесна река (wiersze i tłumaczenia, 1991),
- Светот на легендатата и песната (eseje i referaty, 1993),
- Црн овен (poezja, 1993)